# Campionati del mondo di atletica leggera 1983 - Eptathlon
La gare di eptathlon dei campionati del mondo di atletica leggera 1983 si sono svolte tra l'8 ed il 9 agosto 1983 allo Stadio Olimpico di Helsinki, in Finlandia.

## Podio
| Pos.    | Atleta         | Nazionalità  | Punti |
| ------- | -------------- | ------------ | ----- |
| Oro     | Ramona Neubert | Germania Est | 6 714 |
| Argento | Sabine Paetz   | Germania Est | 6 662 |
| Bronzo  | Anke Vater     | Germania Est | 6 532 |

## Situazione pre-gara

### Record
Prima di questa competizione, il record del mondo (RM) era il seguente:
| Record          | Prestazione | Atleta                      | Data                                   | Competizione |
| --------------- | ----------- | --------------------------- | -------------------------------------- | ------------ |
| Record mondiale | 6 836 Pt    | Ramona Neubert Germania Est | 19 giugno 1983 Mosca, Unione Sovietica |              |

### La stagione
Prima di questa gara, l'atleta con la migliore prestazione dell'anno era:
| Pos. | Atleta                      | Prestazione | Data                                   |
| ---- | --------------------------- | ----------- | -------------------------------------- |
| 1    | Ramona Neubert Germania Est | 6 836 Pt    | 19 giugno 1983 Mosca, Unione Sovietica |

## Risultati
In giallo la migliore prestazione di ogni gara
| Pos, | Atleta              | Nazionalità      | 100mh | HJ   | SP    | 200m  | LJ   | JT    | 800m    | Punti totali | Note |
| ---- | ------------------- | ---------------- | ----- | ---- | ----- | ----- | ---- | ----- | ------- | ------------ | ---- |
| 1    | Ramona Neubert      | Germania Est     | 13"29 | 1,80 | 15,38 | 23"27 | 6,67 | 45,12 | 2'11"34 | 6714         |      |
| 2    | Sabine Paetz        | Germania Est     | 13"11 | 1,83 | 14,23 | 23"60 | 6,68 | 44,52 | 2'11"59 | 6662         |      |
| 3    | Anke Vater          | Germania Est     | 13"58 | 1,86 | 14,05 | 23"49 | 6,32 | 37,84 | 2'05"64 | 6532         |      |
| 4    | Sabine Everts       | Germania Ovest   | 13"50 | 1,86 | 12,32 | 23"82 | 6,46 | 36,36 | 2'06"80 | 6398         |      |
| 5    | Valentina Dimitrova | Bulgaria         | 14"21 | 1,80 | 15,67 | 25"08 | 6,11 | 44,60 | 2'08"10 | 6362         |      |
| 6    | Yekaterina Smirnova | Unione Sovietica | 13"36 | 1,83 | 13,77 | 24"48 | 5,66 | 45,76 | 2'10"98 | 6321         |      |
| 7    | Glynis Nunn         | Australia        | 13"17 | 1,74 | 12,98 | 24"02 | 6,31 | 32,64 | 2'10"96 | 6195         |      |
| 8    | Tineke Hidding      | Paesi Bassi      | 13"77 | 1,77 | 12,22 | 24"19 | 6,30 | 38,62 | 2'12"46 | 6155         |      |
| 9    | Annette Tånnander   | Svezia           | 14"00 | 1,83 | 11,86 | 26"10 | 6,09 | 45,24 | 2'17"86 | 5977         |      |
| 10   | Marcela Koblasová   | Cecoslovacchia   | 14"17 | 1,74 | 14,99 | 25"15 | 6,04 | 40,58 | 2'24"96 | 5965         |      |
| 11   | Marlene Harmon      | Stati Uniti      | 14"17 | 1,74 | 11,91 | 24"92 | 6,17 | 36,06 | 2'12"16 | 5925         |      |
| 12   | Kristine Tånnander  | Svezia           | 14"25 | 1,80 | 12,70 | 25"13 | 5,58 | 39,36 | 2'12"38 | 5922         |      |
| 13   | Anne Kyllönen       | Finlandia        | 14"33 | 1,80 | 12,87 | 25"77 | 5,88 | 36,16 | 2'13"77 | 5866         |      |
| 14   | Corinne Schneider   | Svizzera         | 14"62 | 1,83 | 12,06 | 25"81 | 5,73 | 46,22 | 2'19"68 | 5851         |      |
| 15   | Florence Picaut     | Francia          | 13"85 | 1,80 | 12,08 | 25"64 | 5,90 | 32,98 | 2'19"22 | 5766         |      |
| 16   | Terry Genge         | Nuova Zelanda    | 13"99 | 1,59 | 11,96 | 25"21 | 5,92 | 39,26 | 2'14"53 | 5739         |      |
| 17   | Helena Otahalová    | Cecoslovacchia   | 14"10 | 1,74 | 12,92 | 24"95 | 5,58 | 38,68 | 2'26"42 | 5721         |      |
| 18   | Melitta Aigner      | Austria          | 15"39 | 1,65 | 14,13 | 26"18 | 5,52 | 42,88 | 2'16"47 | 5629         |      |
| 19   | Dalila Tayebi       | Algeria          | 15"55 | 1,65 | 9,95  | 25"72 | 5,71 | 26,46 | 2'31"55 | 4976         |      |
| 20   | Patricia Meigha     | Guatemala        | 17"96 | 1,41 | 8,23  | 26"08 | 4,10 | 19,86 | 2'20"10 | 3955         |      |
|      | Jane Frederick      | Stati Uniti      | 13"72 | 1,83 | 14,75 | 25"16 | 6,00 | 45,62 | dns     | dnf          |      |
|      | Judy Livermore      | Regno Unito      | 13"23 | 1,92 | 13,85 | 24"93 | 6,16 | nm    | dns     | dnf          |      |
|      | Conceição Geremias  | Brasile          | 14"03 | 1,74 | 13,35 | 24"88 | 5,85 | nm    | dns     | dnf          |      |
|      | Jackie Joyner       | Stati Uniti      | 13"69 | 1,86 | 12,73 | 23"73 | dns  |       |         | dnf          |      |
|      | Zeina Mina El-Jas   | Libano           | 16"15 | 1,53 | dns   |       |      |       |         | dnf          |      |
|      | Natalya Shubenkova  | Unione Sovietica | 14"12 | dns  |       |       |      |       |         | dnf          |      |